# Батман (единица измерения)
Батма́н — старинная азиатская весовая единица, использовавшаяся в Османской империи, народов Центральной Азии и в некоторых регионах Российской империи. Батман входил в русскую систему мер. Тремин имеет азиатское происхождение.

## Общие сведения
Афанасий Никитин в своём «Хождении за три моря» упоминает о батмане. В XVI веке был в употреблении, но в торговой книге он не значится. В XVII веке батман является казённой единицей, но только для местностей, населённых инородцами. В 1622 году воеводским наказом чердынским целовальникам, посланным на реки Сылву и Ирень, предписано: «учинити заказ крепкой, чтобы всякие русские торговые люди и татары и остяки и всякие иноземцы, свои весчие товары покупая и продавая, весили в государев вес, который им целовальникам дан в Чердыни за государевою таможенною печатью. А кто учнёт опричь государева весчаго батмана в своей непрямой вес всякой весчий товар весити и целовальником у тех людей непрямые весы выимати, и на тех людех имати заповеди на Государя».

## Соотношение с другими весовыми единицами
В Записке для обозрения русских древностей полубатман был показан весом в 5 фунтов, следовательно, батман весил 10 фунтов. Во второй половине XVII века нижегородские бортники употребляли большой казанский батман, обязавшись в 1663 года вносить оброку по 20 таких батманов мёда или вместо того деньгами по 40 алтын за батман, а в 1664 году тамошний же русский крестьянин за взятую им часть земли обязался платить оброку 12 гривенок мёда или деньгами по 6 денег за гривенку, то есть по алтыну; следовательно, отношение этих оброков определяет в большом казанском батмане 40 гривенок; если эти гривенки были фунтовые, то батман равнялся пуду, а если скаловые — то полупуду.
В конце XIX века в Казанской губернии батманом называлась мера зернового хлеба в 4 ½ пуда. В той же Казанской и Оренбургской губерниях батманом называлась мера золы в 10 четвериков.
Восточные батманы также весьма разнообразны, так: грузинские весили 32, 20, 16, 15 и 8 фунтов; турецкие — 25, 18 ¾ и 6 ¼ фунтов; хивинский 48 фунтов; бухарский — 7 пудов 32 фунта. Батман на Кавказе равнялся в разных местах различным величинам: от 12 до 20 фунтов. Принимался батман в некоторых местах и как мера измерения поверхности — означая пространство, на котором можно было высеять батман пшеницы. В Бакинской губернии батман употреблялся и в значении меры воды.

### Батман в Центральной Азии
В центрально азиатском регионе его величина батмана колеблалась от 6 до 12 пудов, но иногда уходила из этого диапазона. Например, в XIX веке в Ходженте батлан соответствовал 12 пудам, а некоторые этнографические данные определяют его в 16 пудов.